# Forces Terrestres de Romania
Les forces terrestres de Romania (en romanès: Forțele Terestre Române) és l'exèrcit de Romania, i el principal component de les forces armades romaneses.
Les forces terrestres romaneses es van fundar el 24 de novembre [C.J. 12 de novembre] de 1859. Va participar en la Primera Guerra Mundial, juntament amb l'exèrcit imperial rus en accions contra les potències centrals i, malgrat els contratemps inicials, va guanyar les batalles decisives de Mărăști i Mărășești. Durant la major part de la Segona Guerra Mundial (fins al 23 d'agost de 1944) les forces romaneses van donar suport a les potències de l'Eix, lluitant contra la Unió Soviètica al front oriental. Des de l'agost de 1944 fins al final de la guerra, Romania va lluitar contra Alemanya sota el control de la Unió Soviètica. Quan els comunistes van prendre el poder després de la Segona Guerra Mundial, l'exèrcit va sofrir una reorganització i sovietisation.
Després de la revolució romanesa de 1989, a causa de l'escassetat de fons, moltes unitats es van dissoldre i molts equips es van eliminar gradualment. De la mateixa manera, la capacitat militar romanesa va disminuir a causa de la manca de combustible i d'entrenament. No obstant això, des de finals de la dècada de 1990, s'han produït una sèrie de canvis positius i el nivell de preparació al combat ha anat creixent de manera constant; des de 1996, el pressupost militar ha crescut més de quatre vegades, passant de 636 milions de dòlars a 2.800 milions de dòlars el 2007. El servei militar obligatori ha estat abolit i professionalització s'ha completat.

## Missió
- Les Forces Terrestres representen el component més important de les Forces Armades Romaneses i tenen l'encàrrec d'executar diverses accions militars, amb caràcter terrestre o aeromòbil, en qualsevol zona o direcció.[2]
- Les Forces Terrestres han de, de manera independent o juntament amb altres branques militars romaneses, dur a terme operacions i batalles defensives o ofensives, per capturar o destruir un enemic invasor, formant part d'estructures militars nacionals o multinacionals.[2]
- Una part de les unitats que componen l'estructura operativa actual de les Forces Terrestres han de poder dur a terme operacions militars fora del territori nacional, juntament amb les forces militars internacionals.[2]

## Història

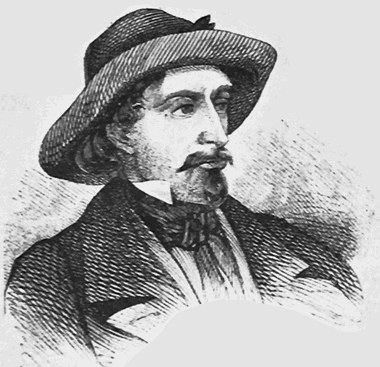
Gheorghe Magheru

El primer intent de crear un exèrcit romanès independent el va fer Gheorghe Magheru durant la revolució de Valàquia de 1848, i es va basar a Râureni (ara part de Râmnicu Vâlcea). Tanmateix, Magheru va ordenar a les seves tropes que es dissolguessin quan les forces otomanes van escombrar Bucarest per aturar la revolució.

### Guerra de la Independència de Romania

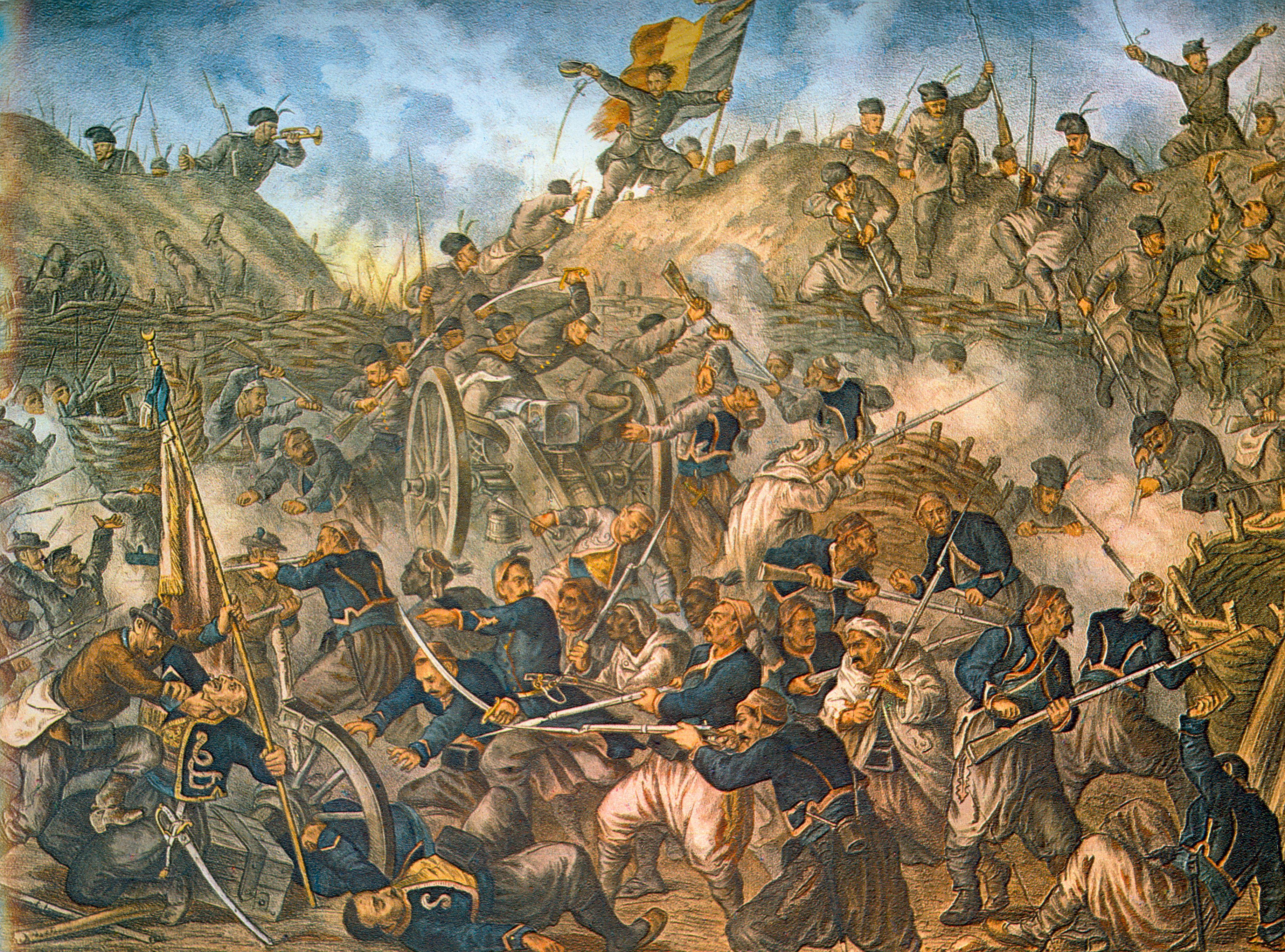
Les tropes romaneses prenen Grivica Strongpoint

Les actuals forces terrestres romaneses es van formar el 1859, immediatament després de la unificació de Valàquia amb Moldàvia, i van ser comandades per Alexandru Ioan Cuza, domnitor de Romania fins a la seva abdicació el 1866. El 1877, a petició del gran duc Nicolau Konstantinovich de Rússia l'exèrcit romanès es va fusionar amb les forces russes, i liderat pel rei Carol I, va lluitar en el que s'havia de convertir en la Guerra de la Independència de Romania. Van participar en el setge de Plevna i en diverses batalles més. Els romanesos van guanyar la guerra, però van patir unes 27.000 baixes. Fins a la Primera Guerra Mundial, l'exèrcit romanès no es va enfrontar a cap altra acció seriosa.

### Segona Guerra dels Balcans
L'exèrcit romanès va entrar a la Segona Guerra dels Balcans contra Bulgària, permetent a Romania annexionar-se la Dobruja del Sud (també coneguda com el Cadrilater). Tot i que es van mobilitzar unes 330.000 tropes, els romanesos van trobar poca resistència a Bulgària i, per tant, això no es considera un conflicte important en la història de Romania. Això es va deure a reivindicacions històriques sobre la terra i la zona ja no pertany a Romania. Durant la Segona Guerra dels Balcans, l'exèrcit romanès va patir un brot de còlera que va provocar 1.600 morts.

### Primera Guerra Mundial

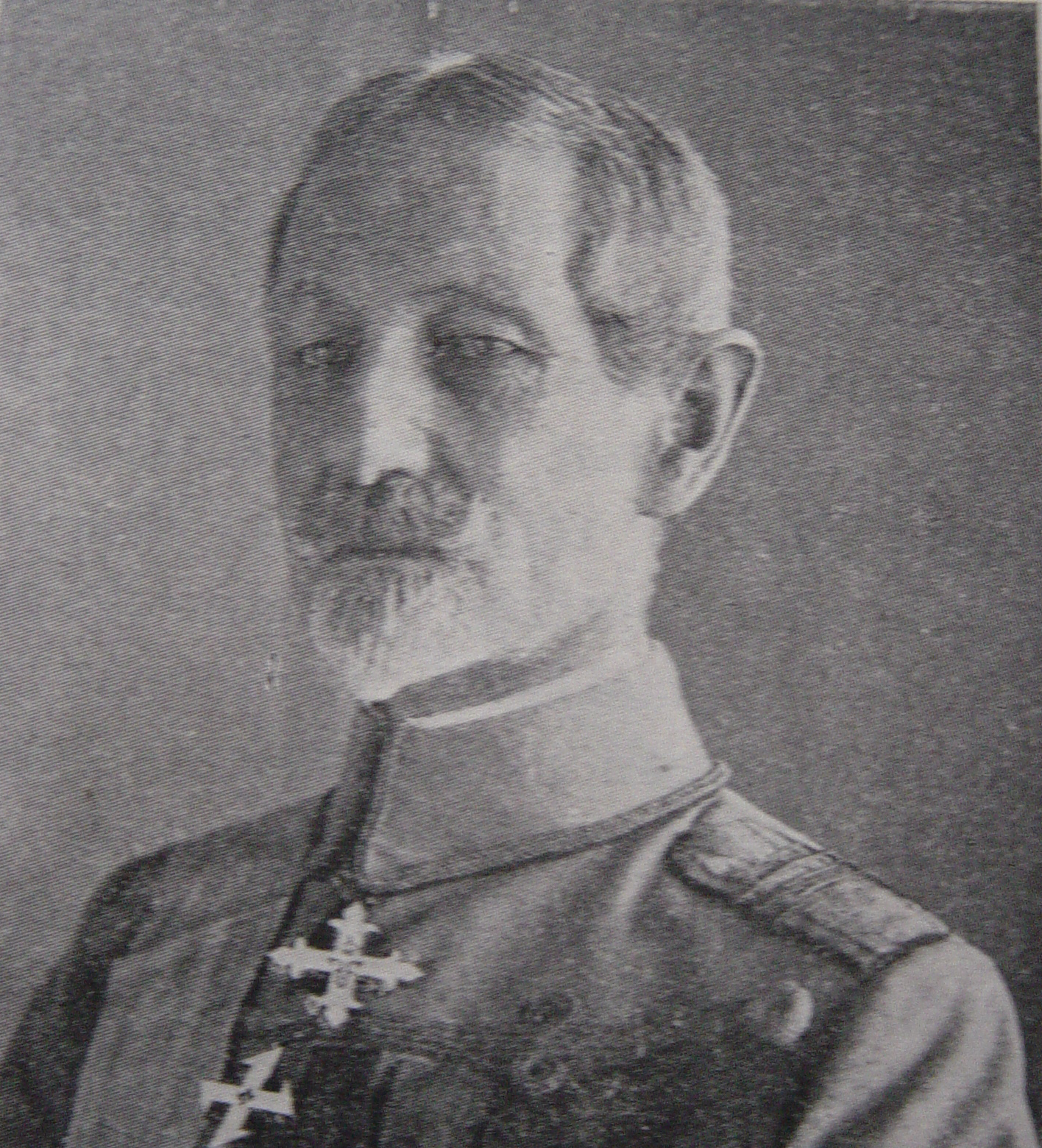
Mariscal Alexandru Averescu

El 6 de juliol de 1916, el Regne de Romania va declarar la guerra a l'Imperi alemany i Àustria-Hongria, després de l'èxit inicial de l'ofensiva Brusilov (una gran ofensiva russa contra els exèrcits de les potències centrals al front oriental). Els exèrcits romanesos van entrar a Transsilvània (aleshores formaven part de l'Imperi Austrohongarès), juntament amb les forces russes. Tanmateix, les forces alemanyes sota el comandament del general Erich von Falkenhayn van frenar l'atac el novembre de 1916 i van fer retrocedir les forces romaneses. Al mateix temps, les forces austrohongareses i otomanes van envair el sud de Romania, forçant el país a una guerra a dos fronts. Les potències centrals van entrar profundament a Romania i van conquerir la part sud del país (Valàquia, inclosa Bucarest) a finals de 1916. Les forces romaneses, dirigides pel mariscal Constantin Prezan, es van retirar a la part nord-est de Romania (Moldàvia). A l'estiu de 1917, però, Prezan, ajudat per Ion Antonescu, va defensar amb èxit els territoris desocupats restants contra les forces alemanyes i austrohongareses dirigides pel mariscal de camp August von Mackensen. El general Alexandru Averescu va liderar el Segon Exèrcit amb la victòria a la batalla de Mărăști (del 22 de juliol a l'1 d'agost de 1917), mentre que els generals de comandament Constantin Cristescu i Eremia Grigorescu van liderar el Primer Exèrcit amb la victòria a la batalla de Mărășești (del 6 d'agost al 8 de setembre de 1917). 1917).
Com a conseqüència de la revolució russa, Romania va quedar aïllada i incapaç de continuar la guerra, i es va veure obligada a signar el Tractat de Bucarest amb les potències centrals. Més tard, el 1919, Alemanya va acordar, en l'article 259 del Tractat de Versalles, renunciar a tots els beneficis que li proporcionava el Tractat de Bucarest de 1918. Després de l'èxit de l'ofensiva al front de Tessalònica, que va deixar Bulgària fora de la guerra, Romania va tornar a entrar en la guerra el 10 de novembre de 1918, un dia abans del seu final a Occident.

### Guerra hongaresa-romana
Després de la Primera Guerra Mundial, el desembre de 1918, l'Assemblea Nacional de Romanesos de Transsilvània i Hongria va proclamar la unió amb el Regne de Romania. Més tard, l'abril de 1919, la recentment establerta República Soviètica Hongaresa va prometre recuperar els territoris ocupats per la força, i les tropes hongareses van atacar formacions romaneses a Transsilvània. Sota el comandament dels generals Gheorghe Mărdărescu i Traian Moșoiu, l'exèrcit romanès va derrotar els hongaresos i va ocupar Budapest l'agost de 1919.

### Segona Guerra Mundial

#### Amb les Potències de l'Eix

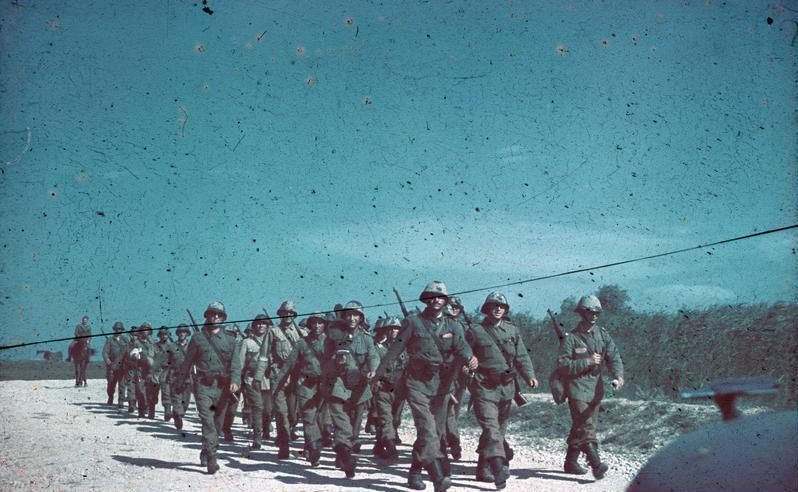
Infanteria romanesa el 1943

El juny de 1940 la Unió Soviètica va ocupar Bessaràbia i la Bucovina del Nord. Després que el general (posteriorment mariscal) Ion Antonescu prengués el poder el setembre de 1940, la Romania feixista va signar el Pacte tripartit amb les potències de l'Eix i, posteriorment, va participar en l'operació Barbarroja el 1941. Un cos expedicionari va envair la Unió Soviètica a Bessaràbia i al sud d'Ucraïna, al costat de la Wehrmacht. El cos expedicionari, "Grup d'exèrcits Antonescu", va ser compost el 22 de juny de 1941 pel 3r Exèrcit, el 4t Exèrcit, el 2n Cos d'Exèrcit i l'11a Divisió d'Infanteria. El 3r Exèrcit comprenia el 4t Cos d'Exèrcit (6a i 7a Divisions d'Infanteria), el Cos de Cavalleria, el Cos de Muntanya, dos batallons d'artilleria separats, una unitat TA i el Comandament de Cooperació del 3r Exèrcit de la Força Aèria. El 4t Exèrcit estava format pel 3r Cos d'Exèrcit, el 5è Cos d'Exèrcit, l'11è Cos d'Exèrcit (dues brigades de fortalesa) i el 4t Comandament de Cooperació de l'Exèrcit. El 2n Cos d'Exèrcit a nivell de grup d'exèrcits, sota el comandament del major general Nicolae Macici, controlava la 9a i la 10a divisions d'infanteria i la 7a brigada de cavalleria. A més, es va formar la 1a Divisió Blindada per al servei al front oriental. La primera ofensiva del Grup d'Exèrcits, en conjunció amb l'Onze Exèrcit, l'Operació München, va permetre a Romania recuperar el territori immediatament a l'est del Dnister, antiga part de Moldàvia. Els exèrcits romanesos van veure les seves primeres batalles importants a Odessa i Sebastopol, i el 1942 van avançar amb altres forces de l'Eix més endins en el territori soviètic durant l'operació Case Blue. A principis de novembre, les tropes de muntanya romaneses sota el comandament del general de brigada Ioan Dumitrache van prendre Nalchik, el punt més allunyat de l'avanç de l'Eix cap al Caucas.
La pitjor derrota de la força expedicionària romanesa al front oriental es va produir a Stalingrad, on, durant la contraofensiva soviètica de novembre de 1942, les forces del Tercer Exèrcit (sota el comandament del general Petre Dumitrescu, desplegades al nord de Stalingrad) poc disperses. i del Quart Exèrcit (sota el comandament del tinent general Constantin Constantinescu-Claps, desplegat al sud de Stalingrad) van ser atacats per forces soviètiques molt superiors i van patir pèrdues combinades d'uns 158.000 persones.
Durant l'abril-maig de 1944, les forces romaneses dirigides pel general Mihai Racovițǎ, juntament amb elements del Vuitè Exèrcit alemany van ser responsables de defensar el nord de Romania durant la primera ofensiva soviètica Jassy-Kishinev, i van participar en les batalles de Târgu Frumos. A finals d'agost de 1944, l'Exèrcit Roig va entrar a l'est de Romania.

#### Amb les potències aliades

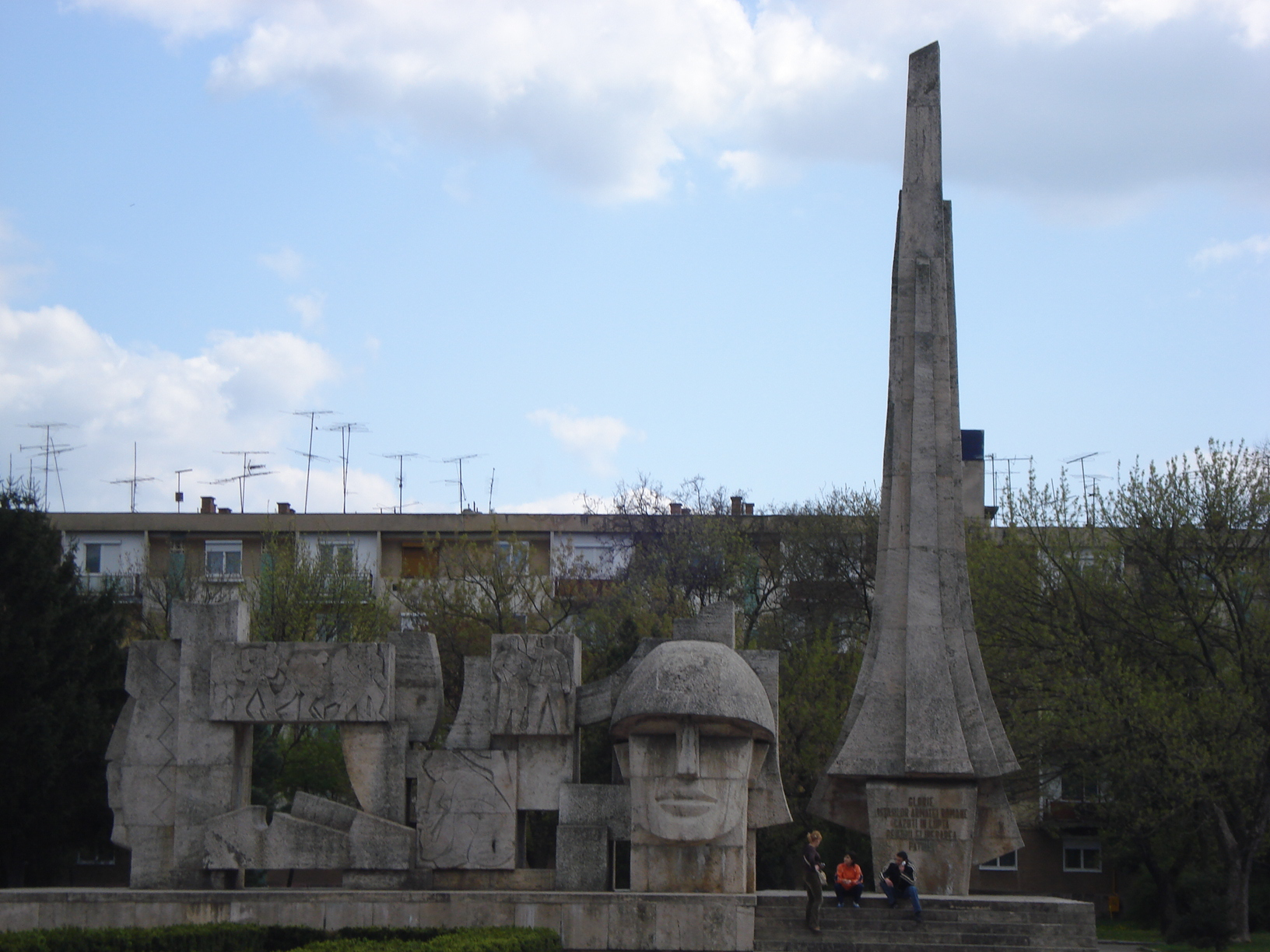
Monument al soldat romanès a Carei

El 23 d'agost de 1944, un cop d'estat liderat pel rei Miquel I de Romania va destituir el mariscal Antonescu i va establir un govern prosoviètic. S'ha estimat que el cop reial va escurçar la guerra en sis mesos. Romania aviat va declarar la guerra a l'Alemanya nazi i als seus aliats, i el Primer Exèrcit (sota el comandament del general Macici i posteriorment Vasile Atanasiu) i el Quart Exèrcit (sota el comandament del tinent general Gheorghe Avramescu i posteriorment Nicolae Dăscălescu) es van posar en acció. Després d'expulsar les darreres unitats de la Wehrmacht i l'exèrcit hongarès de Romania a les batalles de Turda i Carei, els exèrcits romanesos van participar al setge de Budapest i a l'ofensiva de Praga del maig de 1945.

### Guerra Freda

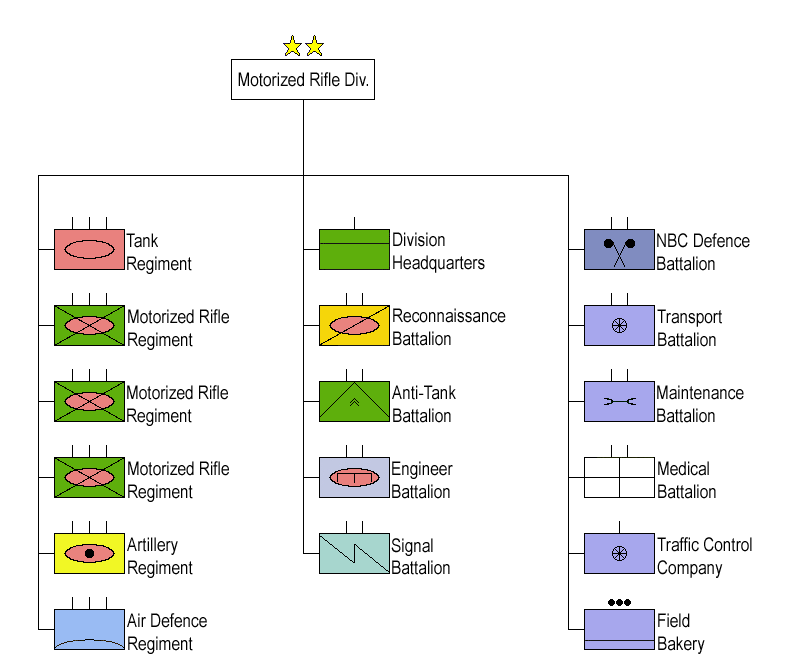
Gràfic estructural d'una divisió de fusells de motor de Romania durant la Guerra Freda

l'ocupació soviètica de Romania va portar a una reorganització completa de les forces terrestres romaneses sota la supervisió de l'Exèrcit Roig. Al principi, els elements proalemanys van ser depurats de les forces armades romaneses. El 1944–45, es van formar dues divisions de voluntaris romanesos: antics presoners de guerra, entrenats i adoctrinats a la Unió Soviètica durant la guerra, però també de molts activistes comunistes. Una va ser la Primera Divisió de Voluntaris Tudor Vladimirescu, sota el comandament del coronel Nicolae Cambrea, i l'altra la Divisió Horea, Cloșca și Crișan, sota el comandament del general Mihail Lascăr (que més tard va exercir com a ministre de Defensa de 1946 a 1947). Aquestes dues unitats van formar el nucli de les noves forces terrestres romaneses sota control soviètic. La reorganització de les Forces Terrestres de postguerra va incloure la cavalleria, però el braç va desaparèixer de la força amb la dissolució el novembre de 1954 de la 59a Divisió de Cavalleria a Oradea.

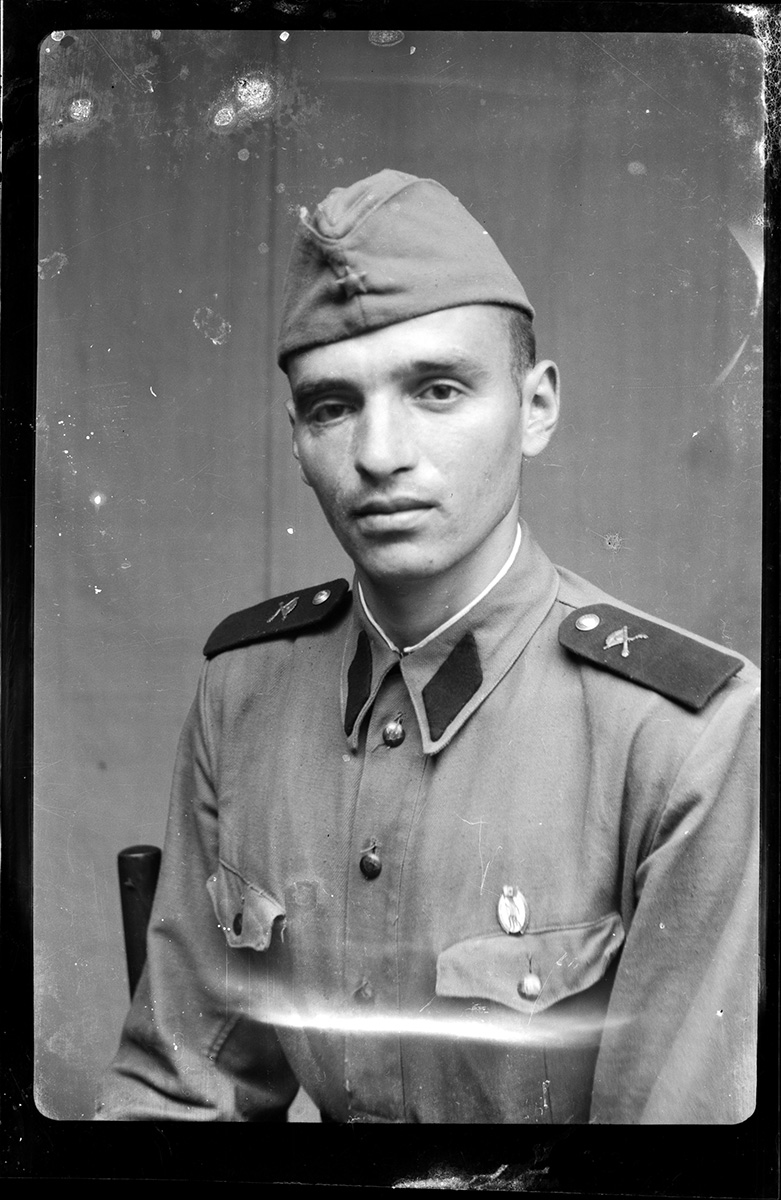
Soldat d'artilleria romanès amb camisa i gorra model 1952, maletes i agulla de branca de servei model 1948

Després que el Partit Comunista Romanès va prendre el poder polític, va començar la sovietització de l'exèrcit, sota la supervisió del nou ministre de Defensa, Emil Bodnăraș. El trenta per cent dels oficials i suboficials (la majoria soldats experimentats i una font potencial d'oposició) van ser purgats de l'exèrcit. Això va suposar copiar el model soviètic d'organització militar i política, i canviar la doctrina militar del combat i la defensa, també en el context de la integració de Romania en el sistema estratègic dels soviètics, a l'inici de la Guerra Freda.
A principis de la dècada de 1950, la RLF va assolir un nivell de 12 rifles, un mecanitzat i una divisió de tancs. Entre 1960 i 1964 les divisions de fusell i mecanitzat es van convertir en divisions mecanitzades (fusell motoritzat), i van començar les reduccions de força; la mida de la força es va reduir a sis divisions mecanitzades i una divisió blindada el 1968. De 1970 a 1976, es van formar dues divisions més de fusells de motor i una divisió blindada, i la figura de vuit fusells de motor i dues divisions blindades es va mantenir així durant la resta de la Guerra Freda. En cas de guerra, es podrien haver format almenys quatre divisions d'infanteria motoritzada i una divisió de tancs.
Entre 1947 i 1960, el país sembla haver estat dividit en tres grans regions militars: Cluj, Bacău i Bucarest a l'oest, l'est i el sud, respectivament. En temps de guerra, les forces terrestres de cada regió militar es convertirien en un cos d'exèrcit amb el seu quarter general a Cluj-Napoca, Iași i Bucarest. Sembla que els exèrcits van succeir a les regions militars el 1960, i tres exèrcits sembla que es van convertir en quatre el 1980. El que se sap és que l'01.07.1947 el Quart Exèrcit es va convertir en la 3a Regió Militar, amb seu a Cluj. La 3a Regió Militar es va convertir en el 3r Exèrcit el 30 d'abril de 1960, i en el 4t Exèrcit el 5 d'abril de 1980.
Durant la dècada de 1980, les forces terrestres comptaven amb 140.000 membres, dels quals dos terços eren reclutes. El 1989 les forces terrestres es van organitzar en quatre exèrcits: el Primer Exèrcit a Bucarest, el Segon Exèrcit a Buzău, el Tercer Exèrcit a Craiova i el Quart Exèrcit a Cluj-Napoca. Les forces terrestres estaven formades per vuit divisions mecanitzades (d'infanteria) (1a, Bucarest, 2a, Craiova, 9a, Constanța, 10a, Iași, 11a, Oradea, 18a, Timișoara, 67a, Brăila i 81a, Dej, 10a divisions termored) Divisió de Tancs a Bucarest i la 6a Divisió de Tancs a Târgu Mureș), una brigada blindada, quatre brigades de muntanya (infanteria) i quatre regiments d'infanteria de paracaigudes. Segons la "Història de l'artilleria romanesa moderna" de 165 anys, l'any 1989 cadascun dels quatre exèrcits es va organitzar en un quarter general i formacions informants sota ells, que s'organitzaven de la següent manera: 
- 1r Comandament de l'Exèrcit
  - 1a Divisió Mecanitzada, 57a Divisió de Tancs i 2a Brigada de Muntanya
- 2n comandament de l'exèrcit
  - 9a Divisió Mecanitzada, 10a Divisió Mecanitzada, 67a Divisió Mecanitzada i 32a Brigada de míssils tàctics
- 3r comandament de l'exèrcit
  - 2a Divisió Mecanitzada, 18a Divisió Mecanitzada, 7a Brigada de Tancs i 4a Brigada de Muntanya
- 4t Comandament de l'Exèrcit
  - 11a Divisió Mecanitzada, 81a Divisió Mecanitzada, 6a Divisió de Tancs, 1a i 5a Brigades de Muntanya i 37a Brigada de míssils tàctics

Les divisions mecanitzades es van organitzar seguint el model soviètic amb un quarter general de la divisió, tres regiments d'infanteria mecanitzada, un regiment de tancs, unitats de suport de combat i servei i un complement complet de 10.700 soldats d'infanteria, amb 130 tancs de batalla principals, 216 vehicles de transport de personal blindats de rodes (APC), 30 vehicles de reconeixement blindats de rodes, 18 SPG lleugers SU-76, 54 remolcats de 120 mm. M-38/-43 (o Md.1982 120mm. Morters de fabricació romanesa, 36 obús remolcats de 122 mm M1938 (M-30) i 12 muntats en camions (producció romanesa) de 122 mm. múltiples llançacoets APR-40 (que esdevindran més tard, després d'una àmplia modernització, el sistema LAROM MRL). En comparació amb divisions similars soviètiques, hongareses o búlgares, les romaneses estaven més mal equipades, tant pel que fa al nombre com a la qualitat de les armes pesades. Les divisions blindades estaven formades per 3 regiments de tancs i un regiment d'infanteria mecanitzada més unitats de suport. Els regiments d'artilleria, antitanc i defensa aèria de les divisions van proporcionar un suport de foc especialitzat que va permetre maniobrar als regiments de rifles i tancs motoritzats. Cadascun dels quatre comandaments de l'exèrcit constava d'una brigada d'artilleria antiaèria i d'un regiment d'artilleria de míssils de defensa aèria (Surface-to-Air). Tres dels quatre regiments de míssils de defensa aèria estaven equipats amb sistemes 2K12 Kub i el quart regiment amb SAM Osa 9K33. A finals dels anys vuitanta, els regiments d'artilleria de divisions mecanitzades i de tancs es van organitzar a un quarter general del regiment, dos batallons d'artilleria i un llançacoets múltiple. batalló.
Pel que fa al seu equip de combat, la RLF va operar un total de 2.825 tancs: 1.059 tancs T-34 -85 obsolets (tipus WW-2 soviètics), 785 tancs T-55/-55A/-55AM soviètics i txecoslovacs, 415 tancs de construcció romanesa. TR-77-580, 535 tancs TR-85 -800 de construcció romanesa i 31 tancs soviètics T-72 "Ural-1". La 9a i l'11a divisions mecanitzades operaven tancs TR-77-580 de construcció romanesa, la 2a divisió mecanitzada i la 57a divisió de tancs operaven tancs TR-85 -800 de construcció romanesa, la 10a i 81a divisions mecanitzades i la 6a divisió de tancs operaven soviètics i Els txecoslovacs van construir tancs T-55/-55A/-55AM, mentre que les tres divisions mecanitzades restants (1a, 18a i 67a) estaven equipades amb equipament mixt, incloent una sèrie de tancs soviètics T- 34-85 obsolets, dins dels seus regiments mecanitzats. Aparentment, la 1a Divisió Mecanitzada Tudor Vladimirescu va operar quatre tipus de tancs, des del modern T-72 "Ural-1" soviètic fins a una sèrie de tancs romanesos TR-77-580 i soviètics T-55A, i fins al antic T-34. -85 tancs.
L'estructura predominantment defensiva de les forces terrestres romaneses també va ser destacada pels cinc regiments antitanc (artilleria de míssils) (cadascun amb 36 canons antitanc de 100 mm de fabricació romanesa M1977 i 12 vehicles llançadors ATGM basats en blindats d'exploració BRDM-2 4x4). cotxe també conegut com 9P133 "Malyutka" (amb míssils guiats antitanc 9M14 Malyutka) i 9P148 "Konkurs" (amb míssils guiats antitanc 9M113 Konkurs), col·locats especialment a les zones més exposades a un possible atac blindat, i subordinat als quatre comandaments de l'exèrcit. A més d'aquests, també hi havia nou batallons d'artilleria antitanc, la majoria subordinats a les divisions mecanitzades, alguns equipats amb canó antitanc de 100 mm de fabricació romanesa M1977, però la majoria amb canó un antitanc de 85 mm D-48 de producció soviètica més antiga.
Els batallons de míssils superfície a superfície es van dividir en quatre bateries, cadascuna equipada amb un llançador de míssils. La RLF va operar 32 sistemes de coets d'artilleria de curt abast 9K52 Luna-M i 18 sistemes de míssils balístics tàctics R-17 Elbrus. Cada divisió mecanitzada tenia un batalló de míssils "Luna-M", mentre que dos dels quatre comandaments de l'exèrcit també tenien una brigada de míssils "Elbrus". S'ha demostrat que és bastant imprecisa en combat, "Luna-M" (també conegut com FROG-7) i "Elbrus" (també conegut com Els míssils SCUD-B) serien armes força menys efectives que porten ogives convencionals d'alt explosiu. Tanmateix, amb ogives nuclears o químiques, podrien ser devastadores. Segons un escrit oficial romanès el 1988, Romania va produir agents químics que podien ser lliurats per míssils de camp de batalla. Les tropes especialitzades de vânători de munte, reactivades el 1961, es van formar en una branca independent de la RLF amb 4 brigades de muntanya separades el 1989. Els vânători de munte eren vists com les forces més ben entrenades de l'exèrcit a la Romania comunista. Cada brigada tenia una companyia mecanitzada equipada amb APC MLVM i un batalló d'artilleria de muntanya de 76 mm. canons de muntanya Md.1982 (similar al canó de muntanya iugoslau de 76 mm M48), però la majoria de l'equip era per a una unitat d'infanteria lleugera motoritzada.

### Època postcomunista
Durant la dècada de 1990, algunes unitats importants es van dissoldre i molts equips van ser eliminats o abandonats a causa d'una greu escassetat de fons. Tota l'estructura de les forces terrestres es va reorganitzar d'exèrcits a cossos territorials i de regiments a batallons. A mitjans dels anys noranta, la situació de les forces terrestres era crítica: el pressupost militar era tres vegades inferior al de 1989 (636 milions de dòlars), el 50% de l'equipament tenia més de 30 anys i el 60% dels vehicles blindats i El 85% de les unitats de míssils no estaven operatives. A causa de la manca de combustible i entrenament, el nivell de preparació per al combat i la capacitat militar era extremadament baix (només al voltant del 30% de les forces terrestres senceres estaven operatives). Tanmateix, després de 1996 el govern va prendre mesures serioses; el pressupost militar va augmentar molt i es va iniciar la modernització de l'equip. Oficialment, el programa de modernització i reestructuració de les forces armades va començar l'11 d'abril de 2000.

## Organització actual

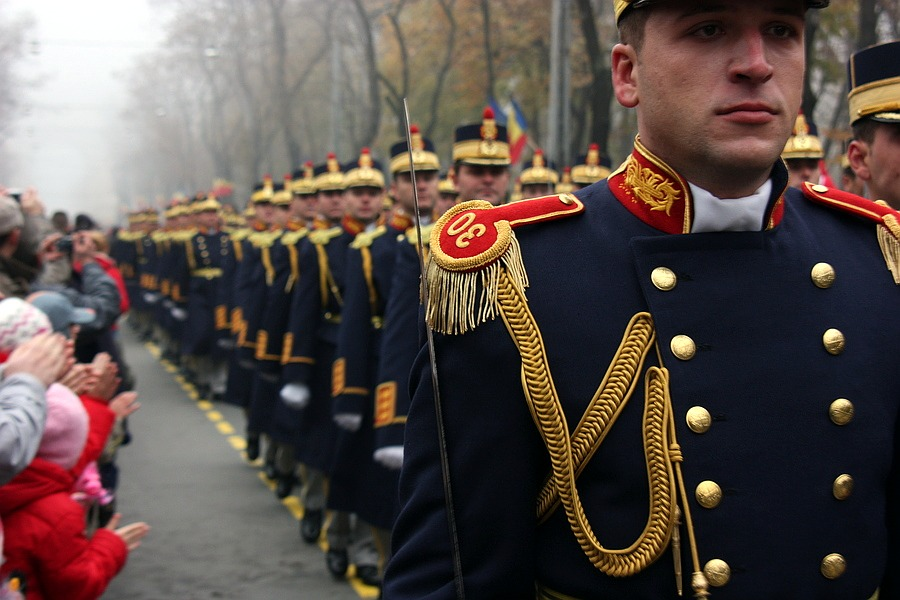
Soldats a la desfilada de la Diada Nacional Romanesa l'1 de desembre, a l'Arc de Triomf de Bucarest

Unitats operatives de les Forces Terrestres de Romania a partir del 2023 (feu clic a la imatge per ampliar-la)

### Man de obra
El 2005, l'exèrcit constava de vuit brigades de combat, quatre de suport de combat i dues brigades logístiques, mentre que deu brigades de combat, cinc de suport de combat i dues brigades logístiques es van mobilitzar més en cas de crisi. Moltes d'aquestes unitats s'han reorganitzat com a part del Pla de Força 2007.
Actualment, uns 75.000 militars i 15.000 civils formen les forces armades, per un total de 90.000 homes i dones. Dels 75.000 militars, uns 43.000 són a les Forces Terrestres.

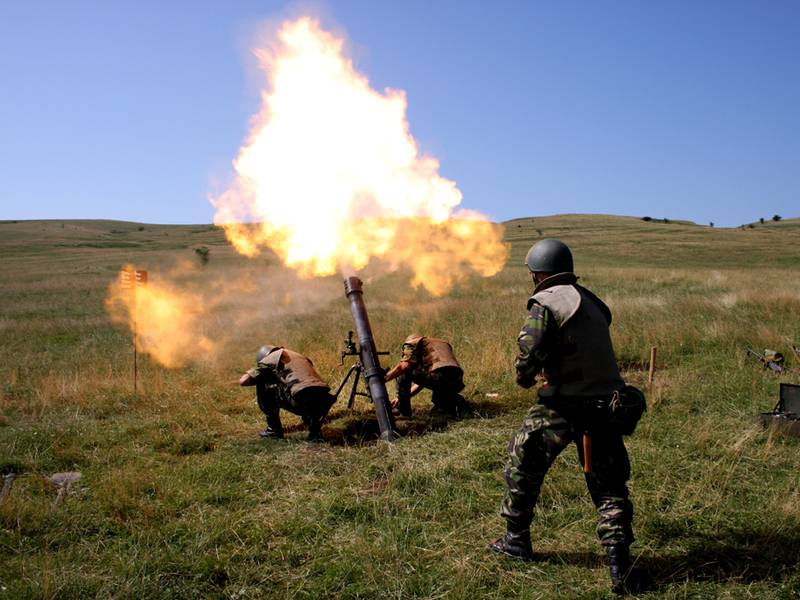
Soldats disparant un morter de 120 mm (fabricat localment, model 1982) durant l'exercici militar Getica 2008

### Modernització
Les forces terrestres romaneses estan passant per una modernització en tres etapes. L'any 2007 es va completar la primera etapa a curt termini (reorganització de l'estructura de comandament i implantació del servei militar voluntari). El 2015 va marcar el final de la segona etapa (integració operativa tant a l'OTAN com a la Unió Europea). El 2025 és la data fixada per finalitzar l'etapa a llarg termini (integració tècnica total a l'OTAN i la UE). Les etapes tenen com a objectiu modernitzar l'estructura de les forces armades, reduir el nombre de personal, així com adquirir tecnologia més nova i millorada compatible amb els estàndards de l'OTAN.
Romania va abolir el servei militar obligatori el 23 d'octubre de 2006. Això es va produir a causa d'una esmena constitucional de 2003 que va permetre al parlament fer opcional el servei militar. El Parlament de Romania va votar a favor de l'abolició del reclutament militar l'octubre de 2005, amb la votació que va formalitzar un dels molts programes de modernització i reforma militar que Romania va acceptar quan es va unir a l'OTAN el març de 2004.

### Estructura

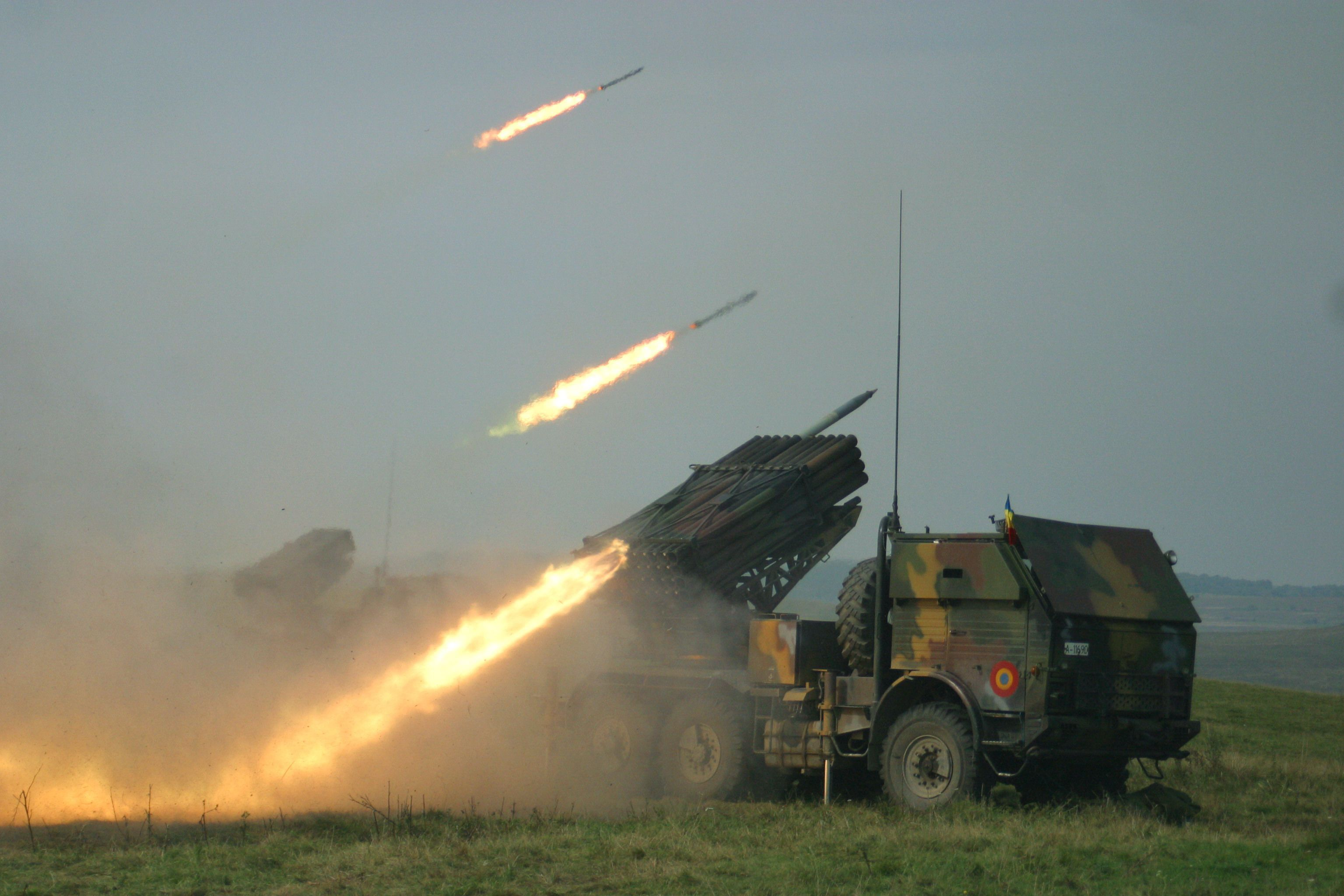
Llançadors de coets múltiples LAROM durant un exercici de tret

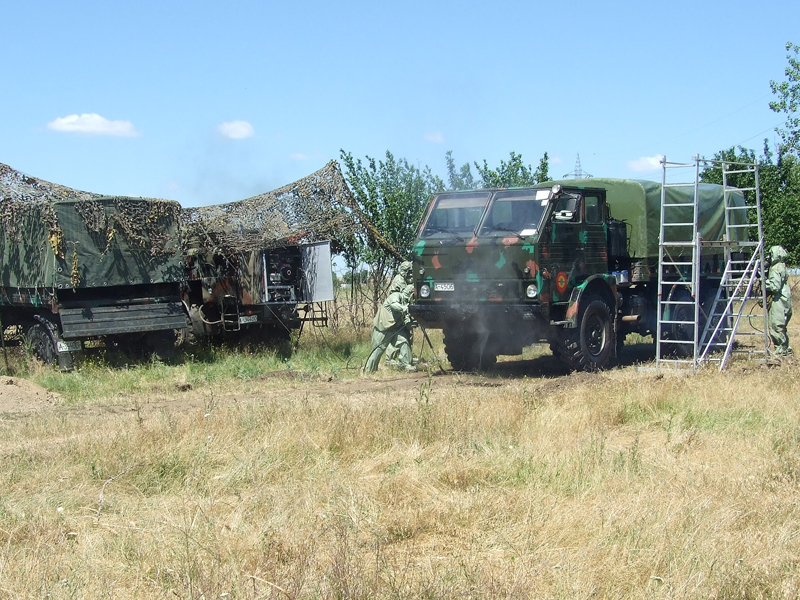
Membres del 202è Batalló Químic, Biològic, Radiològic i Nuclear durant un exercici militar

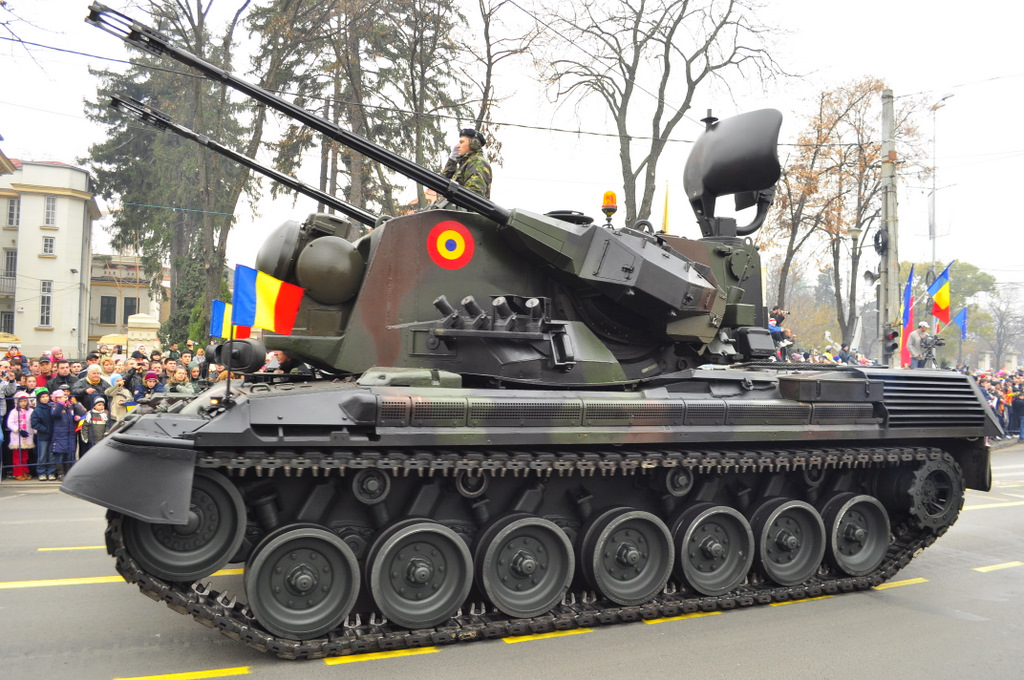
Un Gepard SPAAG a la desfilada del Dia Nacional Romanès l'1 de desembre de 2009 a l'Arc de Triomf de Bucarest

En temps de pau, el comandant suprem de les Forces terrestres és el ministre de la Defensa, mentre que en temps de guerra, el president assumeix el paper de comandant suprem. Les principals formacions de combat de Romania són la 2a Divisió d'Infanteria Getica i la 4a Divisió d'Infanteria Gemina. Fins al 2015, les forces terrestres romaneses van desplegar una tercera divisió, és a dir, la 1a divisió Dacia. Abans de juny de 2008, la 1a i la 4a divisions eren conegudes com a 1r Cos d'Exèrcit Territorial i 4t Cos d'Exèrcit Territorial, i al seu torn es coneixien com a 1r Exèrcit i 4t Exèrcit abans de l'any 2000. Tanmateix, com que el seu personal s'havia reduït considerablement per tal d'assolir la compatibilitat amb els estàndards de l'OTAN, van ser rebatejats i reorganitzats com a divisions. El 2010, el comandament de l'HQ conjunt va ser rebatejat com a 2a Divisió d'Infanteria Getica i va rebre unitats de la 1a i 4a divisions d'infanteria.
El dia oficial de les Forces Terrestres se celebra cada any, el 23 d'abril.

## Equipament

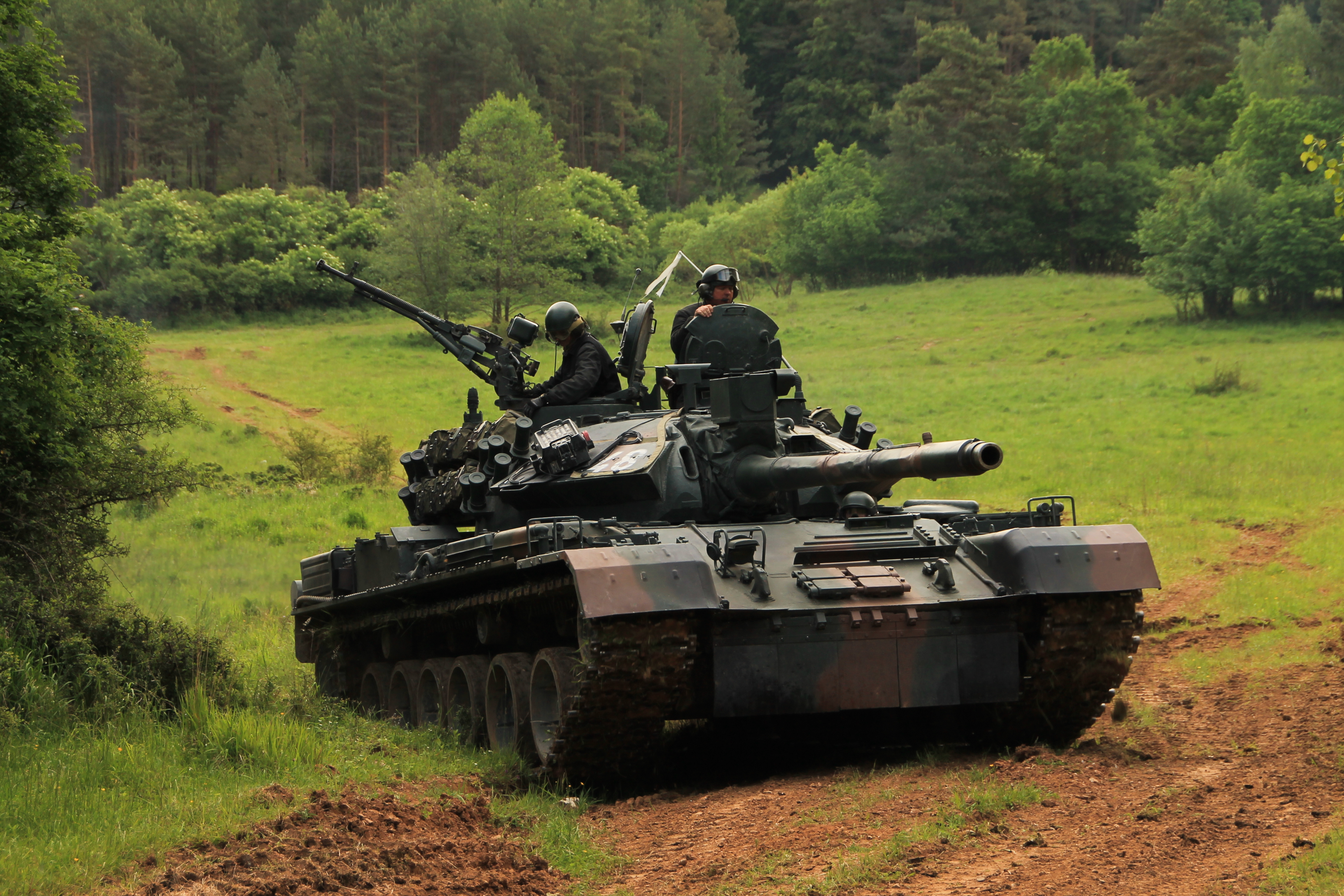
Un tanc TR-85 M1 durant un exercici militar

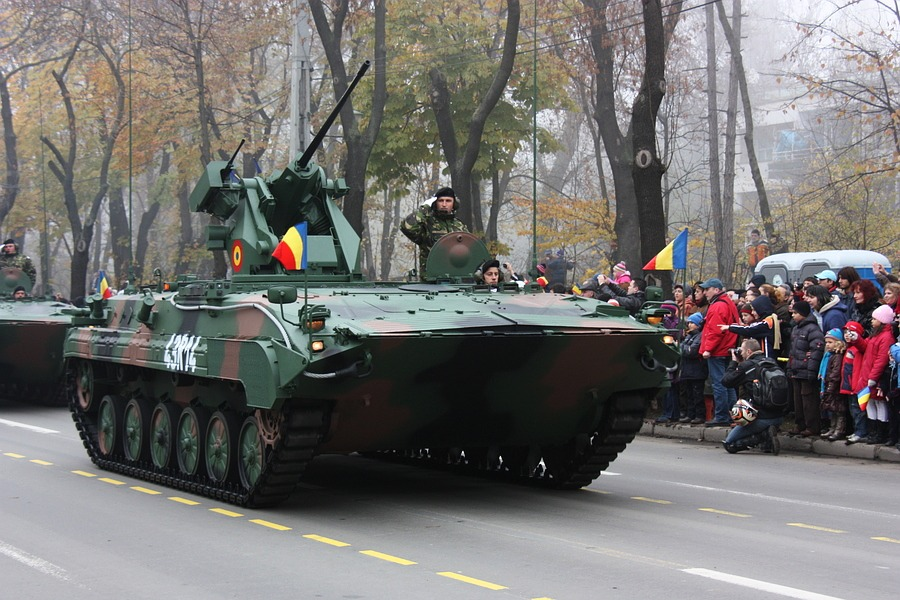
Un vehicle de combat d'infanteria MLI-84 M en desfilada a Bucarest

Les forces terrestres romaneses han revisat completament el seu equipament en els últims anys, substituint-los per equips més moderns. El tanc de batalla principal TR-85 M1 "Bizon" i el vehicle de combat d'infanteria MLI-84 M "Jder" són els equips més moderns i de producció nacional de les Forces terrestres romaneses. A més, a finals de 2004 es van posar en funcionament 43 sistemes antiaeri Flakpanzer Gepard
Les Forces Terrestres van ordenar uns 100 Humvees de l'exèrcit dels Estats Units; els vuit primers van ser lliurats a la Policia Militar el desembre de 2006. 31 vehicles blindats Piranha III (variant LAV III) i 60 vehicles d' alta mobilitat URO VAMTAC també es van demanar el 2007 per al seu desplegament a l'Iraq i l'Afganistan. Les forces terrestres també estan comprant vehicles blindats Piranha III addicionals. Les Forces Terrestres van ordenar 227 vehicles blindats Piranha V. El primer lot de 36 vehicles, produït a les instal·lacions de GDELS-Mowag a Kreuzlingen, Suïssa, va entrar en servei amb el 26è Batalló d'Infanteria "Neagoe Basarab" a Craiova l'octubre de 2020. Altres 191 unitats es produiran a Romania, a la Fàbrica Mecànica de Bucarest.
Resum de l'equip (2017):
| Equipament                                      | Nombres               |
| ----------------------------------------------- | --------------------- |
| Tancs de batalla principals                     | 717                   |
| Vehicles blindats de combat d'infanteria        | 124                   |
| Vehicles blindats de transport de personal      | 1500 (12 per comanda) |
| Canons d'artilleria , obusos i morters          | 2487                  |
| Múltiples llança-coets                          | 240                   |
| Sistemes de defensa aèria portàtils per a homes | 308                   |

## Special Forces

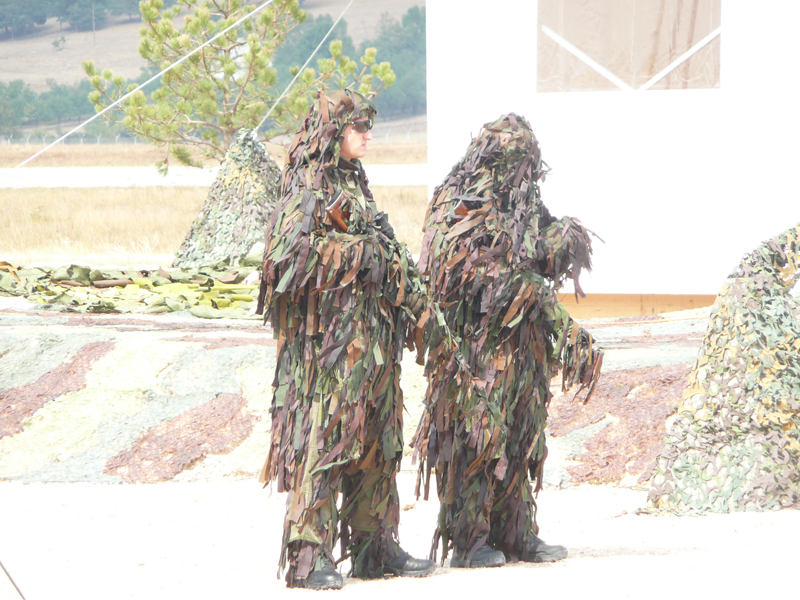
Equip de franctiradors del 1r Batalló d'Operacions Especials (The Eagles)

The evolution of the special forces within the Romanian Land Forces led to the establishment of the 1st Special Operations Regiment on 1 August 2009, headquartered at Târgu Mureş. It later became the 6th Special Operations Brigade on 25 October 2011, composed of a special operations battalion, two paratrooper battalions and a logistic battalion.
The most famous and well trained unit is the 1st Special Operations Battalion "Vulturii", which was legally created in late 2005, after several batches of graduates had already been selected. Members of the special forces battalion have benefitted from courses abroad, such as the United States Army Special Forces (Green Berets) course, the United States Marine Corps Force Recon course, as well as other courses. The Special Forces battalion became fully operational during 2007, after a company had already been commissioned in early 2006.
Els actuals batallons de reconeixement romanesos (el 313, el 317 i el 528) també es consideren unitats de forces especials, i es van formar a la dècada de 1960 durant el règim comunista. Després de la revolució, les unitats van patir una manca de fons que va provocar la dissolució temporal del 313è Batalló. No obstant això, el seu equip es va revisar completament en els últims anys i la preparació i les capacitats de combat han recuperat tota la força.
l'Esquadra d'Intervenció Ràpida (DIR) del Ministeri de Defensa és una unitat d'operacions especials d' elit que actualment pertany a la Policia Militar Romanesa. És una unitat especial dins de l'exèrcit, formada per individus altament qualificats.

## Missions internacionals

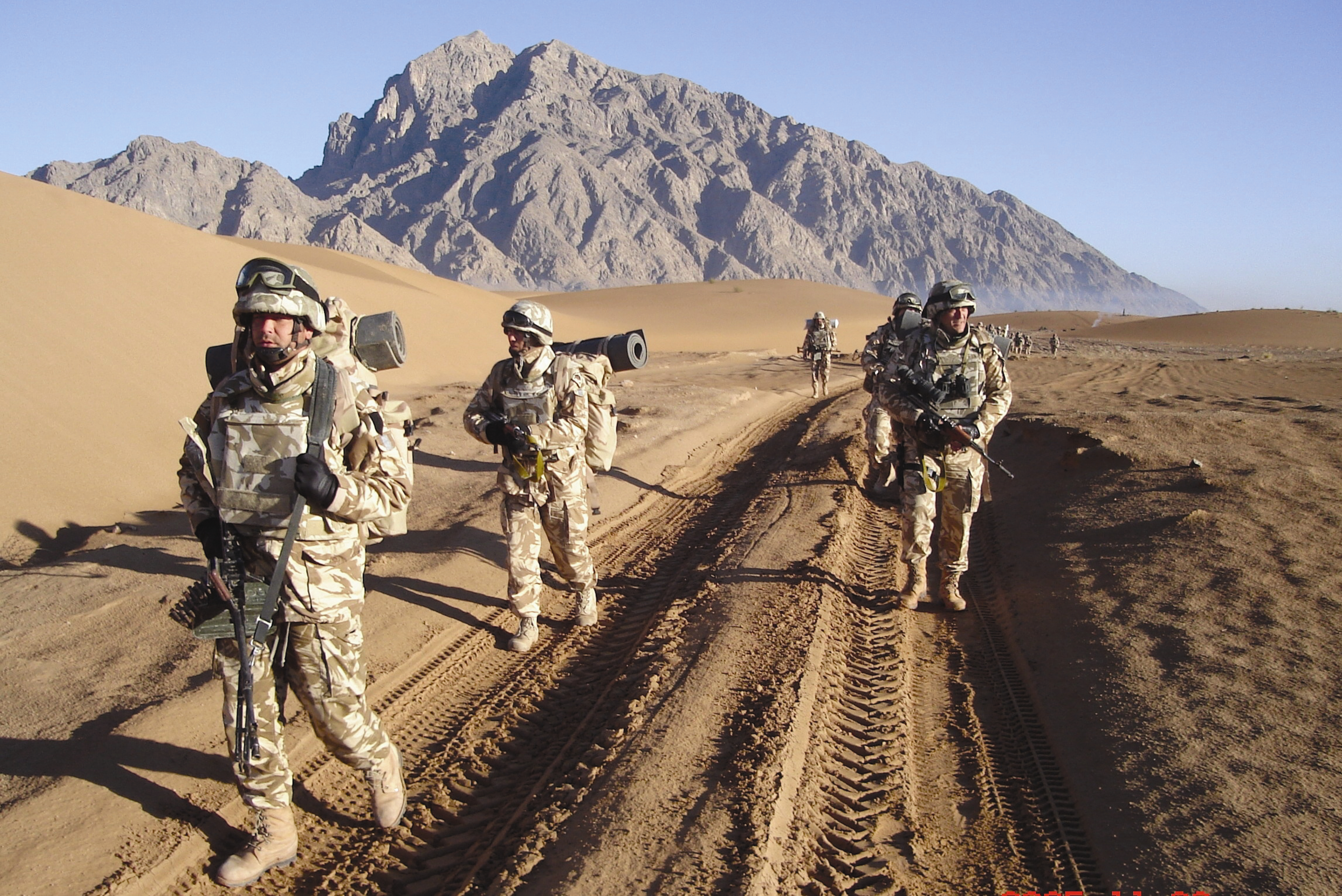
Missió de patrulla a l'Afganistan

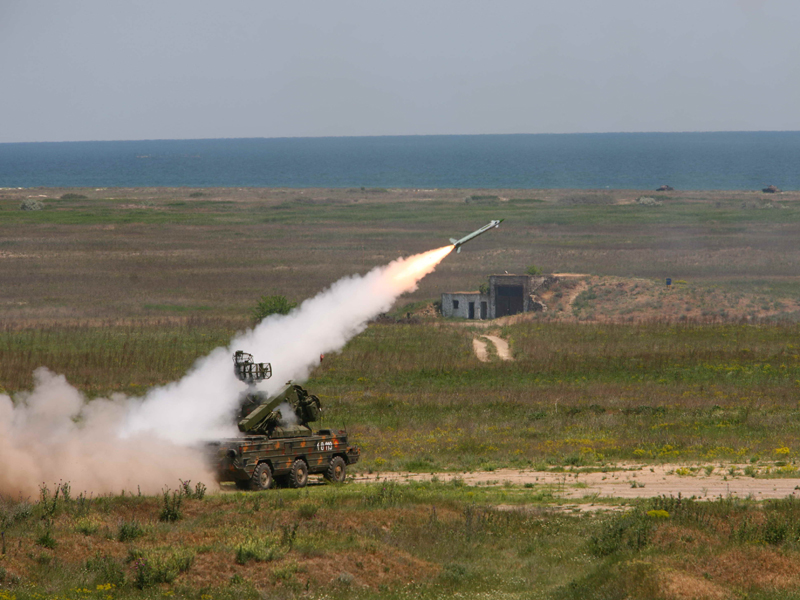
Llançament de míssils SA-8 Gecko al camp de tir de Babadag

Les tropes següents estan desplegades a l'estranger: 
- 45 personal a Bòsnia i Hercegovina (23 a Sarajevo i 22 a Banja Luka) - com a part de l'EUFOR, des de l'any 2000 (per ser retirat)
- 150 persones a Peć, República de Kosovo, com a part de la KFOR
- 1 batalló a Zabul[26] (479 personal), 1 destacament de guàrdia a Kandahar (193 personal), un equip de reconeixement a Mazari Sharif (6 personal), Afganistan - com a part de la ISAF; a més, hi ha desplegat un esquadró de forces especials (39 efectius) i un destacament d'entrenament (47 efectius).

## Formació
Després de la revolució romanesa, molts camps de tir i zones d'entrenament van ser tancats i abandonats per manca de fons. Actualment, les escoles militars i les unitats d'entrenament de les Forces Terrestres romaneses estan directament subordinades a la seu central. Hi ha 5 escoles secundàries militars (Câmpulung Moldovenesc, Alba Iulia, Craiova, Breaza, i Constanța), cinc acadèmies militars, una escola d'oficials (Pitești), 3 escoles de formació (Sibiu, Pitești, Buzău) i 9 batallons d'entrenament.
En els últims anys s'han dut a terme molts exercicis d'entrenament a Romania amb altres països balcànics o aliats. La majoria d'aquests exercicis van tenir lloc a Babadag, que és un dels camps de tir d' entrenament i instal·lacions militars més grans i modernes d'Europa, amb una superfície total de 270 quilòmetres quadrats. El 6 de desembre de 2006 es va anunciar que 1.500 soldats nord-americans estacionats a Mihail Kogălniceanu, que amb el temps formaran Joint Task Force East, utilitzaran Babadag com a base d'entrenament.

## Graus i insígnies
Les Forces terrestres romaneses distingeixen quatre itineraris professionals: oficials (Ofiţeri), suboficials (Maiştrii militari), suboficials (Subofiţeri) i soldats (Soldaţi şi gradaţi voluntari). El grau de mariscal només pot ser donat en temps de guerra pel president de Romania; de fet, Romania només tenia tres mariscals procedents del rang d'oficials en la seva història: Ion Antonescu, Alexandru Averescu i Constantin Prezan. Els reis Ferran I er, Carol II i Mihai I també tenien el rang de mariscal de Romania. El rei Carol I va ocupar rangs simultàniament com a mariscal rus i mariscal de camp alemany.